# Егоров, Александр Петрович (Герой Советского Союза)
Александр Петрович Егоров (1910—1943) — участник Великой Отечественной войны, командир истребительно-противотанковой артиллерийской батареи 20-й мотострелковой бригады 25-го танкового корпуса (60-я армия, 1-й Украинский фронт), старший лейтенант. Герой Советского Союза (1944).

## Биография
Родился 16 мая 1910 года на хуторе Королев Дубовского района Ростовской области в семье рабочего. Русский.
В 1929 году окончил неполную среднюю школу. В 1925—1929 годах работал в деревне кузнецом. С 1930 по 1932 год работал шахтёром в Донбассе в городе Шахты, куда приехал по комсомольской путевке. Поступил в центральные авторемонтные мастерские треста «Шахтантрацит». После службы в армии вернулся домой и работал отбойщиком на шахте «Пролетарская диктатура», был отмечен за ударный труд.
С 1932 по 1934 год проходил действительную воинскую службу в Красной Армии. В 1940 году окончил курсы усовершенствования комсостава зенитной артиллерии. В 1940—1942 годах работал кузнецом на заводе в Ростове-на-Дону.
В марте 1942 года вновь призван в ряды Красной Армии. В 1942 году окончил Киевское противотанковое училище. Член КПСС с 1943 года.
В боях Великой Отечественной войны с 1942 года. Воевал на Юго-Западном, Сталинградском, Брянском и 1-м Украинском фронтах. Был ранен. Участвовал в Сталинградской битве, в которой показал себя достойным офицером. Участвовал в освобождении Киева.
Погиб в бою за освобождение станции и села Чоповичи. Батарея Егорова преградила путь 20 танкам противника, уничтожив 16 из них. Похоронен в посёлке Чоповичи Малинского района Житомирской области. По другим данным похоронен вместе с товарищами в братской могиле в деревушке Юзефовке близ Чоповичей.

## Награды
- Указом Президиума Верховного Совета СССР от 25 августа 1944 года за мужество и стойкость, проявленные в боях с гитлеровцами, уничтожение семи вражеских танков лично старшему лейтенанту Александру Петровичу Егорову посмертно присвоено звание Героя Советского Союза.
- Награждён орденом Ленина, орденом Отечественной войны 2-й степени, орденом Красной Звезды, медалями.

## Память
- Имя Героя носит улица в городе Шахты.